# Baixo Minho (província)
Para alguns geógrafos, o Baixo Minho designava uma antiga região do Noroeste de Portugal, parte da província do Minho, e que correspondia geograficamente ao moderno distrito de Braga; no entanto, nunca teve qualquer existência legal como província. Tinha a sua sede na cidade de Braga.
Integrava, em conjunto com o Alto Minho, a província do Minho, e em conjunto com o Douro Litoral, o grande Entre-Douro-e-Minho.
Era, pois, constituído pelos treze municípios desse distrito: Amares, Barcelos, Braga, Cabeceiras de Basto, Celorico de Basto, Esposende, Fafe, Guimarães, Póvoa de Lanhoso, Terras do Bouro, Vieira do Minho, Vila Nova de Famalicão, Vila Verde e Vizela.
Atualmente o Baixo Minho fora subdividido em duas sub-regiões de nome Cávado e Ave, de acordo com a nova nomenclatura do NUTS-III de Portugal, e que têm as cidades de Braga e de Guimarães como sede, respetivamente. Contudo, geograficamente já não corresponde totalmente à área do Distrito de Braga com alguns concelhos a serem absorvidos por outras sub-regiões e vice-versa.